# Rajd Argentyny 2004
Rezultaty Rajdu Argentyny (24º Rally Argentina), eliminacji Rajdowych Mistrzostw Świata, w 2004 roku, który odbył się w dniach 15 – 18 lipca. Była to ósma runda czempionatu w 2004 roku i szósta szutrowa, a także trzecia runda serii Production Cars WRC. Bazą rajdu było miasto Villa Carlos Paz. Zwycięzcami rajdu została hiszpańska załoga Carlos Sainz/Marc Martí jadąca Citroënem Xsarą WRC. Wyprzedzili oni francusko-monakijską załogę Sébastien Loeb/Daniel Élena w Xsarze WRC oraz Belgów François Duvala i Stéphane'a Prévota w Fordzie Focusie WRC. Z kolei zwycięstwo w Production Cars WRC odnieśli Finowie Jani Paasonen i Jani Vainikka w Mitsubishi Lancerze Evo 7.
Rajdu nie ukończyło czterech kierowców fabrycznych. Mistrz świata Petter Solberg w Subaru Imprezie WRC wycofał się na 10. odcinku specjalnym z powodu awarii silnika, a Marcus Grönholm jadący Peugeotem 307 WRC zrezygnował z jazdy na 19. odcinku specjalnym, na którym uległ wypadkowi. Z kolei Markko Märtin w Fordzie Focusie WRC odpadł na 5. odcinku specjalnym z powodu wypadku, a Kristian Sohlberg w Mitsubishi Lancerze WRC na 19. z powodu awarii skrzyni biegów.

## Klasyfikacja ostateczna (punktujący zawodnicy)
| Miejsce  | Zawodnik             | Pilot             | Samochód                | Czas      | Strata   | Grupa | Punkty |
| WRC      | WRC                  | WRC               | WRC                     | WRC       | WRC      | WRC   | WRC    |
| -------- | -------------------- | ----------------- | ----------------------- | --------- | -------- | ----- | ------ |
| 1.       | Carlos Sainz         | Marc Martí        | Citroën Xsara WRC       | 4:23:11.0 |          | A8 M  | 10     |
| 2.       | Sébastien Loeb       | Daniel Élena      | Citroën Xsara WRC       | 4:24:43.5 | +1:32.5  | A8 M  | 8      |
| 3.       | François Duval       | Stéphane Prévot   | Ford Focus WRC          | 4:27:34.5 | +4:23.5  | A8 M  | 6      |
| 4.       | Mikko Hirvonen       | Jarmo Lehtinen    | Subaru Impreza WRC      | 4:31:38.7 | +8:27.7  | A8 M  | 5      |
| 5.       | Harri Rovanperä      | Risto Pietiläinen | Peugeot 307 WRC         | 4:33:10.9 | +9:59.9  | A8 M  | 4      |
| 6.       | Luís Pérez Companc   | José Volta        | Peugeot 206 WRC         | 4:39:35.7 | +16:24.7 | A8    | 3      |
| 7.       | Gilles Panizzi       | Hervé Panizzi     | Mitsubishi Lancer WRC   | 4:40:50.0 | +17:39.0 | A8 M  | 2      |
| 8.       | Gabriel Pozzo        | Daniel Stillo     | Subaru Impreza WRX STI  | 4:43:49.6 | +20:38.6 | N4    | 1      |
| PCWRC    |                      |                   |                         |           |          |       |        |
| 1. (10.) | Daniel Solà          | Xavier Amigo      | Mitsubishi Lancer Evo 7 | 4:45:32.4 |          | N4    | 10     |
| 1. (10.) | Jani Paasonen        | Jani Vainikka     | Mitsubishi Lancer Evo 7 | 4:46:43.5 |          | N4    | 10     |
| 2. (12.) | Manfred Stohl        | Ilka Minor        | Mitsubishi Lancer Evo 7 | 4:49:16.3 | +2:32.8  | N4    | 8      |
| 3. (14.) | Nasir al-Atijja      | Chris Patterson   | Subaru Impreza WRX STi  | 4:57:25.8 | +10:42.3 | N4    | 6      |
| 4. (16.) | Niall McShea         | Michael Orr       | Subaru Impreza WRX STi  | 5:10:54.1 | +24:10.6 | N4    | 5      |
| 5. (17.) | Sergio López-Fombona | Guifré Pujol      | Mitsubishi Lancer Evo 8 | 5:15:03.9 | +28:20.4 | N4    | 4      |
| 6. (18.) | Georgi Geradżijew    | Nikola Popow      | Mitsubishi Lancer Evo 7 | 5:18:49.2 | +32:05.7 | N4    | 3      |
| 7. (19.) | Fabio Frisiero       | Giovanni Agnese   | Subaru Impreza WRX STi  | 5:21:24.2 | +34:40.7 | N4    | 2      |

1. ↑  Litera M przy oznaczeniu grupy do której należy samochód oznacza, iż tylko ci kierowcy zdobywali punkty dla swoich zespołów liczonych w klasyfikacji producentów na koniec sezonu.

## Zwycięzcy odcinków specjalnych
| Dzień      | Odcinek | G. rozp. | Nazwa                                   | Długość | Zwycięzca       | Czas    | Lider rajdu     |
| ---------- | ------- | -------- | --------------------------------------- | ------- | --------------- | ------- | --------------- |
| 1 (15 LIP) | SS1     | 19:10    | Complejo Pro-Racing 1 (Lane A)          | 3.02km  | Petter Solberg  | 2:09.1  | Petter Solberg  |
| 1 (15 LIP) | SS2     | 19:12    | Complejo Pro-Racing 1 (Lane B)          | 3.02km  | Markko Märtin   | 2:10.2  | Petter Solberg  |
| 2 (16 LIP) | SS3     | 08:43    | La Cumbre – Agua de Oro 1               | 21.35km | Petter Solberg  | 18:16.6 | Petter Solberg  |
| 2 (16 LIP) | SS4     | 09:33    | La Cumbre 1                             | 28.83km | Petter Solberg  | 18:41.7 | Petter Solberg  |
| 2 (16 LIP) | SS5     | 10:36    | Villa Giardino – La Falda 1             | 16.76km | Sébastien Loeb  | 11:41.6 | Marcus Grönholm |
| 2 (16 LIP) | SS6     | 11:08    | Casa Grande 1                           | 11.16km | Sébastien Loeb  | 7:10.6  | Marcus Grönholm |
| 2 (16 LIP) | SS7     | 14:17    | La Cumbre – Agua de Oro 2               | 21.35km | Marcus Grönholm | 18:06.2 | Marcus Grönholm |
| 2 (16 LIP) | SS8     | 15:07    | Ascichinga – La Cumbre 2                | 28.83km | Carlos Sainz    | 18:41.2 | Carlos Sainz    |
| 2 (16 LIP) | SS9     | 16:10    | Villa Giardino – La Falde 1             | 16.76km | Marcus Grönholm | 11:40.4 | Marcus Grönholm |
| 2 (16 LIP) | SS10    | 16:42    | Valle Hermoso – Casa Grande 2           | 11.16km | Marcus Grönholm | 7:19.2  | Marcus Grönholm |
| 2 (16 LIP) | SS11    | 19:10    | Complejo Pro-Racing 2 (Lane A)          | 3.02km  | Marcus Grönholm | 2:14.4  | Marcus Grönholm |
| 2 (16 LIP) | SS12    | 19:12    | Complejo Pro-Racing 2 (Lane A)          | 3.02km  | Marcus Grönholm | 2:13.1  | Marcus Grönholm |
| 3 (17 LIP) | SS13    | 08:48    | Amboy – Santa Rosa de Calamuchita 1     | 20.43km | Petter Solberg  | 10:34.4 | Marcus Grönholm |
| 3 (17 LIP) | SS14    | 09:31    | Santa Rosa de Calamuchita – San Agustin | 22.57km | Marcus Grönholm | 13:41.8 | Marcus Grönholm |
| 3 (17 LIP) | SS15    | 10:24    | Las Bajadas – Villa del Dique           | 16.42km | Marcus Grönholm | 8:47.2  | Marcus Grönholm |
| 3 (17 LIP) | SS16    | 11:20    | Amboy – Santa Rosa de Calamuchita 2     | 20.43km | Marcus Grönholm | 10:37.2 | Marcus Grönholm |
| 3 (17 LIP) | SS17    | 14:30    | Carlos Paz – Cabalango 1                | 14.81km | Carlos Sainz    | 10:03.5 | Marcus Grönholm |
| 3 (17 LIP) | SS18    | 15:12    | Cosquin 1                               | 9.50km  | Carlos Sainz    | 5:52.4  | Marcus Grönholm |
| 3 (17 LIP) | SS19    | 15:49    | Villa Allende 1                         | 19.19km | Carlos Sainz    | 13:33.1 | Carlos Sainz    |
| 3 (17 LIP) | SS20    | 19:10    | Complejo Pro-Racing 3 (Lane A)          | 3.02km  | Harri Rovanperä | 2:15.3  | Carlos Sainz    |
| 3 (17 LIP) | SS21    | 19:12    | Complejo Pro-Racing 3 (Lane B)          | 3.02km  | Harri Rovanperä | 2:15.2  | Carlos Sainz    |
| 4 (18 LIP) | SS22    | 08:44    | Carlos Paz – Cabalango 2                | 14.81km | Sébastien Loeb  | 10:08.2 | Carlos Sainz    |
| 4 (18 LIP) | SS23    | 09:17    | Tanti – Cosquin 2                       | 9.50km  | Harri Rovanperä | 5:52.2  | Carlos Sainz    |
| 4 (18 LIP) | SS24    | 09:54    | Cosquin – Villa Allende 2               | 19.19km | Mikko Hirvonen  | 13:32.6 | Carlos Sainz    |
| 4 (18 LIP) | SS25    | 13:44    | Mina Clavero – Giulio Cesare            | 24.69km | Harri Rovanperä | 19:49.9 | Carlos Sainz    |
| 4 (18 LIP) | SS26    | 14:31    | El Condor – Copina                      | 16.77km | Harri Rovanperä | 14:06.3 | Carlos Sainz    |

## Klasyfikacja po 8 rundach
Tabele przedstawiają tylko pięć pierwszych miejsc.

### Kierowcy
| Lp. | Kierowca        | Pkt |
| --- | --------------- | --- |
| 1   | Sébastien Loeb  | 61  |
| 2   | Petter Solberg  | 44  |
| 3   | Markko Märtin   | 34  |
| 4   | Carlos Sainz    | 34  |
| 5   | Marcus Grönholm | 32  |

### Producenci
| Lp. | Producent                   | Pkt |
| --- | --------------------------- | --- |
| 1   | Citroën Total               | 98  |
| 2   | Ford Motor Co Ltd.          | 71  |
| 3   | 555 Subaru World Rally Team | 64  |
| 4   | Malboro Peugeot Total       | 51  |
| 5   | Mitsubishi Motors           | 14  |